# Passiflora bilobata
Passiflora bilobata är en passionsblomsväxtart som beskrevs av Adrien Henri Laurent de Jussieu. Passiflora bilobata ingår i släktet passionsblommor, och familjen passionsblomsväxter. Inga underarter finns listade i Catalogue of Life.